# Emilie Genast

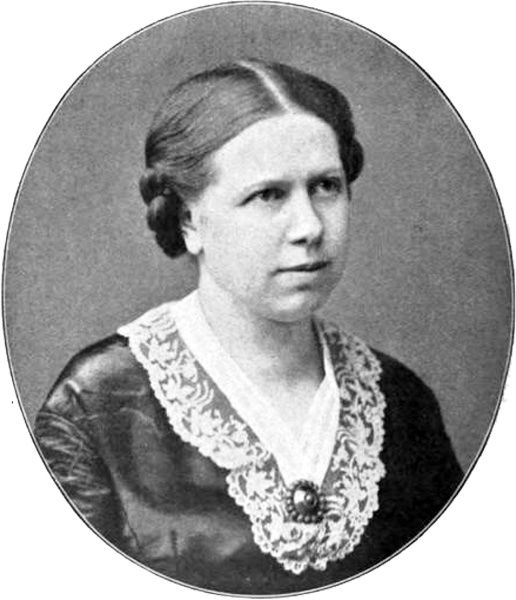
Emilie Merian-Genast um 1865

Emilie Genast, verheiratete Emilie Merian-Genast (* 26. Mai 1833 in Weimar; † 6. März 1905 ebenda)  war eine deutsche Sängerin (Mezzosopran).

## Leben
Die Lieder- und Oratoriensängerin Emilie Genast war das jüngste der fünf Kinder des Sängers und Theaterdirektors Eduard Genast (1797–1866) und seiner Ehefrau, der Sängerin Christine, geborene Böhler, (1798–1860).
Wo Emilie außer von ihrem Vater ihre Gesangsausbildung erhielt, ist nicht bekannt. Claudius Böhm vermutet Privatunterricht bei Franz Götze, der 1853 von Weimar als Gesangslehrer ans Leipziger Conservatorium ging.

„Ihre Stimme, ein weicher Mezzosopran, war nicht groß, doch von edler sympatischer Klangfarbe; ihr Vortrag durch und durch beseelt, voll poetischen Zaubers.“

Obwohl sie nicht auf der Opernbühne stand, gehörte sie mit ihren Konzertauftritten zu den führenden Sängerinnen der 1850er- und 1860er-Jahre. Komponisten widmeten ihr Lieder, zunächst ihr Schwager Joachim Raff (1822–1882). Eine besondere Beziehung hatte sie zu Franz Liszt (1811–1888), der von ihrer Interpretation, insbesondere der Titelrolle seines Oratoriums Die Legende von der heiligen Elisabeth, begeistert war und ihr Ende der 1850er-Jahre zahlreiche Lieder widmete, die sie auch uraufführte. Ihrerseits inspirierte sie ihn zu weiteren Kompositionen. Ihre Freundschaft hielt bis an sein Lebensende. 1874 widmete er ihr die Legende der heiligen Cäcilia (für Mezzosopran, gemischten Chor und Orchester), und sie gehörte zu den Wenigen, die ihn an seinem Krankenbett in Bayreuth besuchen durften.
Liszt machte sie auch mit Richard Wagner (1813–1883) bekannt. 1862 sang sie unter der Begleitung Hans von Bülows (1830–1894) Wagners Wesendonck-Lieder seinem Verleger Franz Schott (1811–1874) vor. 

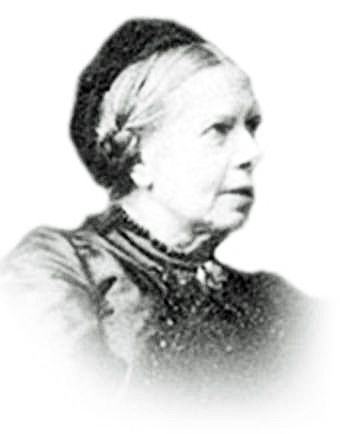
Altersbild der Sängerin

1863, auf der Höhe ihres Ruhms, heiratete sie Emil Merian, den promovierten Direktor einer Schweizer Versicherungsgesellschaft, und zog nach Basel. Das Ehepaar bekam drei Kinder. Der Sohn und die ältere Tochter wurden in Basel geboren, die jüngere Tochter in Weimar, wohin die Familie 1868 nach schwerer Erkrankung des Ehemanns gezogen war. 1869 starb die ältere Tochter, im Mai 1873 folgte der Vater seiner Tochter. Mit den beiden kleinen Kindern alleinstehend, von denen noch die Tochter chronisch krank war, konnte Emilie ihre Konzertkarriere nicht wieder in vollem Umfang aufnehmen, obwohl ihre Auftritte sehr gelobt wurden. Sie etablierte einen privaten Salon, in dem Kammermusik gespielt wurde und sie auch sang. Sie unterrichtete, schrieb Musikkritiken und engagierte sich karitativ.
Nach zwei Schlaganfällen starb Emilie Merian-Genast am 6. März 1905 im Alter von 71 Jahren in Weimar.